# 维莱讷拉卡雷勒
维莱讷拉卡雷勒（法語：Villaines-la-Carelle，法語發音：[vilɛn la kaʁɛl]）是法国萨尔特省的一个市镇，属于马梅尔斯区。

## 地理
维莱讷拉卡雷勒（48°22'36"N, 0°17'57"E）面积14.7 平方千米，位于法国卢瓦尔河地区大区萨尔特省，该省份为法国西北部内陆省份，北起顺时针与奥恩省、厄尔-卢瓦省、卢瓦-谢尔省、安德尔-卢瓦尔省、曼恩-卢瓦尔省和马耶讷省接壤，是法国大西部的入口，连接卢瓦尔河谷、布列塔尼和巴黎盆地。
与维莱讷拉卡雷勒接壤的市镇（或旧市镇、城区）包括：卢兹、阿耶尔-博瓦尔、佩尔塞涅新城、索努瓦地区讷沙泰勒、圣隆吉、圣雷米迪瓦勒、沃佐。

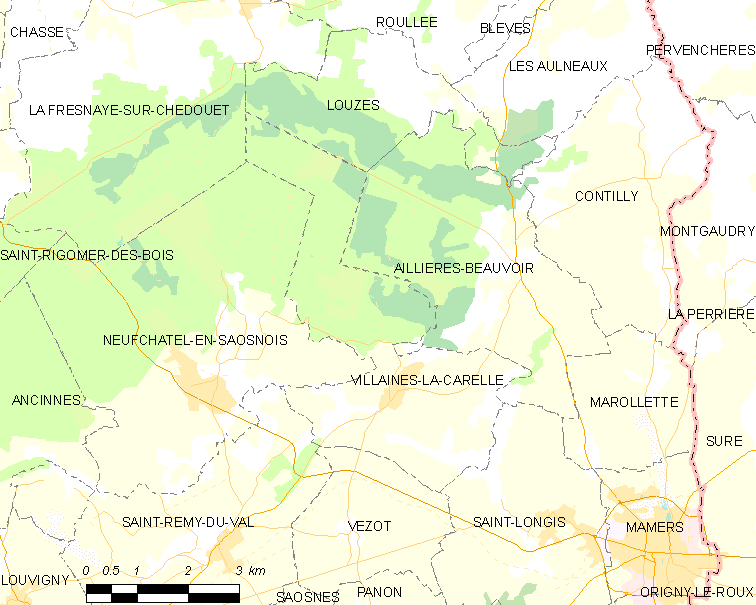
维莱讷拉卡雷勒的OSM定位图

维莱讷拉卡雷勒的时区为UTC+01:00、UTC+02:00（夏令时）。

## 行政
维莱讷拉卡雷勒的邮政编码为72600，INSEE市镇编码为72374。

## 政治
维莱讷拉卡雷勒所属的省级选区为马梅尔斯县。

## 人口

1962-2008年间维莱讷拉卡雷勒人口变化图示

维莱讷拉卡雷勒于2022年1月1日时的人口数量为137人。